# Teosofiska ungdomsgruppen
TUG eller Teosofiska Ungdomsgruppen var en diskussionsrörelse för yngre personer i Stockholm ca 1953–1973. Den startade som en konfirmationsgrupp inom Liberalkatolska kyrkan. Några år senare började gruppen utvidgas och kopplingen till kyrkan upphörde. Enskilda deltagare i TUG kunde dock vara medlemmar av Liberalkatolska kyrkan och/eller Teosofiska samfundet.
Som mest fanns ca 300 aktiva medlemmar. När gruppen dog ut i början av 1970-talet hade uppskattningsvis mellan 3000 och 4000 ungdomar varit med – vid enstaka tillfällen eller regelbundet under många år. TUG var en folkrörelseorganisation. Man träffades i någons hem varannan lördagskväll för föreläsning, diskussion, tedrickning och allsång.
Ofta fanns inbjudna föreläsare från skiftande ämnesområden: militärer som diskuterade pacifism, hypnotisörer och parapsykologer, antroposofer, tidiga miljömedvetna. Georg Borgströms böcker hörde till dem som lästes och diskuterades. En av de mest minnesvärda föreläsarna var Elise Ottesen-Jensen, grundaren av RFSU.
Det internationella Teosofiska samfundet ordnade under många år ungdomsläger på olika håll i Europa, där många svenskar deltog. År 1967 ordnade TUG ett internationellt läger på Ljusterö i Stockholms skärgård. 
Många medlemmar i det tidiga TUG var samtidigt aktiva i fredsrörelser, antiapartheidrörelser och antiatombombsrörelser. Många av de rörelser som tillkom under 60- och 70-talet hade en eller flera rötter i TUG, till exempel Provierörelsen, UBV, Miljöpartiet, olika u-landsgrupper. Den illegala kampanjen mot tobaksreklam bedrevs huvudsakligen av TUG-medlemmar.
Bland medlemmarna kan nämnas Roland von Malmborg.